# 东瀛鹅观草
东瀛鹅观草（学名：Roegneria mayebarana）为禾本科鹅观草属下的一个种。

## 扩展阅读
維基物種上的相關：东瀛鹅观草